# Endgame (film 2009)
(Tagline del film)
Endgame è un film del 2009 diretto da Pete Travis.
La pellicola affronta il tema dell'apartheid in Sudafrica.

## Trama
La storia di come l'apartheid viene sconfitto in Sudafrica.

## Produzione
Il progetto inizialmente venne pensato come un documentario dal direttore generale della BBC Greg Dyke, mentre il produttore David Aukin suggerì di farne un film drammatico.

### Sceneggiatura
I due produttori David Aukin e Hal Vogel chiesero a Paula Milne di scrivere la sceneggiatura del film. La Milne passò 18 mesi tra ricerche ed interviste per scrivere al meglio i fatti.

### Regia
A sceneggiatura completata, i produttori ingaggiarono Pete Travis come regista, il quale però non era interessato a dirigere un film drammatico storico su fatti recenti e decise di trasformarlo in un film thriller politico.

### Cast
I primi attori ufficializzati nel cast del film furono William Hurt e Chiwetel Ejiofor.

### Riprese e location
Le prime riprese iniziano il 14 aprile 2008 nei pressi di Reading. Nel mese di maggio la produzione si sposta a Città del Capo, dove si fermarono per sei settimane prima di spostarsi a Johannesburg. Le riprese si concludono nel mese di agosto.

### Montaggio
Il montaggio finale del film fu concluso nel dicembre 2008.

## Distribuzione
Il film viene proiettato in anteprima mondiale il 18 gennaio 2009 al Sundance Film Festival.
LA pellicola viene distribuita, in numero limitato di copie, nelle sale cinematografiche statunitensi a partire dal 30 ottobre 2009.

### Divieto
Il film viene vietato ai minori di 13 anni per la presenza di linguaggio forte e immagini violente.